# A rettegés háza (film, 2005)
A rettegés háza vagy más fordításokban Az Amityville horror (eredeti cím: The Amityville Horror) 2005-ben bemutatott amerikai horrorfilm, amely az 1979-ben forgatott azonos című film újrafeldolgozása. A film Jay Anson Amityville horror című regénye alapján készült. A filmet Andrew Douglas rendezte, a főbb szerepekben pedig Ryan Reynolds és Melissa George látható. A film egy megtörtént eseményen, az 1974-es Amityvillei mészárláson nyugszik, amely gyilkosságsorozatban Ronald DeFeo végzett a hattagú családjával. Ebbe a házba költözik be a Lutz család, akik csak egy békés otthonra vágynak, ahová letelepednek. Először úgy érzik, megtalálták álmaik otthonát, de ez nem tart sokáig, különös események zavarják meg a nyugalmukat.

## Szereplők
| Szereplő             | Színész            | Magyar szinkron |
| -------------------- | ------------------ | --------------- |
| George Lutz          | Ryan Reynolds      | Papp Dániel     |
| Kathy Lutz           | Melissa George     | Solecki Janka   |
| Billy Lutz           | Jesse James        | Ungvári Gergely |
| Michael Lutz         | Jimmy Bennett      | Czető Ádám      |
| Chelsea Lutz         | Chloë Grace Moretz | Kántor Kitty    |
| Lisa                 | Rachel Nichols     | Vadász Bea      |
| Callaway atya        | Philip Baker Hall  | Gruber Hugó     |
| Jodie DeFeo          | Isabel Conner      |                 |
| Ronald DeFeo         | Brendan Donaldson  |                 |
| Ingatlanügynök       | Annabel Armour     | Árkosi Katalin  |
| Rendőrfőnök          | Rich Komenich      |                 |
| Sürgősségi orvos     | David Gee          |                 |
| Greguski rendőrtiszt | Danny McCarthy     |                 |
| Könyvtáros           | Nancy Lollar       |                 |
| Stitch               | José Taitano       |                 |

## Cselekmény
A film igaz történet alapján készült. 1974. november 13-án 3 óra 15 perckor Amityvilleben egy 23 éves fiú, Rony  DeFeo brutálisan végez családjával. Puskájával lelövi szüleit és négy testvérét.  A rendőrség először védő őrizet alá helyezi a fiút, majd később őt gyanúsítják a gyilkossággal. Rony végül bevallja, hogy különös hangok biztatták a gyilkosságra. Egy évvel később George feleségével és annak gyermekeivel házat keres, ahol letelepedhetnek a gyerekeikkel. Egy újsághirdetésben figyelnek fel az Amityvilleben lévő házra. George először nem is akar elmenni, mert túl drágának találja a házat, de végül felesége rábeszéli és elmennek megnézni a házat. Mikor meglátják, úgy érzik, hogy rájuk mosolygott a szerencse, mert amennyire szép nagy a ház, ahhoz képest nem drága. A ház 1692-ben kezdett épülni, melyhez csónakház és egy kisebb kert is tartozik. George és felesége Kathy úgy döntenek, ha sokat is kell spórolniuk, de ez az üzlet kihagyhatatlan számukra. George meg is kérdezi, hogy miért ilyen olcsó. Az ingatlanközvetítő elmondja, hogy a házban történt gyilkosságok miatt alacsony az ára. Először sokként éri őket a hír, de mégis úgy döntenek, hogy megveszik a házat. A gyerekek még nem dolgozták fel az apjuk halálát, és nagyon hiányzik nekik, de azért szeretik Georgeot.

Az első este George nagyon fázik, ezért lemegy a pincébe, hogy begyújtson, ekkor hangokat hall, de csak képzelődésnek tartja. Este 3:15-kor mikor szeretkezik a feleségével, a tükörben megpillantja Jodiet, az előző lakók kislányát, akit itt ölt meg a testvére, megrémül tőle, de ezt is csak képzelgésnek tartja. Másnap Kathy arra lesz figyelmes, hogy lánya Chelsea beszélget valakivel, mikor megkérdezi a lányát, hogy kivel beszél, Chelsea azt mondja, hogy Jodieval, bár anyja nem hisz neki. Egyik nap Chelseat a csónakházban találják meg a szülei, akik nagyon megrémültek hisz meg is fulladhatott volna, ezért George lelakatolja a csónakházat. Esténként Georgenak látomásai vannak. Este 3:15-kor felriad, és mikor kinéz az ablakon, látja, hogy a csónakházban ég a villany, azonnal lerohan, mert azt hiszi, hogy Chelsea van a csónakházban. De senki sincs odalent, és amikor felnéz a házukra, akkor meglátja Chelseat és mögötte Jodiet az ablakban, de mikor felrohan az emeletre Chelsea alszik, és csak képzelődésnek gondolja, amit látott.
    

George egyre labilisabbá válik, és leköltözik a pincébe, hogy nyugalmat találjon.

A 15. napon  George a fiára gyanakszik, hogy ő nyitotta ki a csónakház ajtaját, de a fia tagadja ezt.  A házban különös dolgok zajlanak, Kathy a hűtőn lévő betű mágnesekből a "Kapd el, öld meg!" feliratot véli kiolvasni.  De mikor újra megnézi, már nem ez van kiírva, ezért csak képzelődésnek tartja. A szülők Lisát felfogadják a gyerekek mellé babysitternek, amíg estére elmennek vacsorázni. Mikor a gyerekek magukra maradnak, Lisa elmeséli, hogy korábban ő volt DeFeoék babysittere is. Elárulja nekik hogy az ágyukban, ahol alszanak ölte meg DeFeo a családtagjait. Majd bemennek Chelsea szobájába, amelyik régen Jodie szobája volt.  Lisa bebújik Jodie szekrényébe, hogy heccelje a gyerekeket, de a szekrényajtó rázáródik.  Jodie szelleme megjelenik a lánynak, aki ideg összeroppanást kap és kórházba kell szállítani. A szülők a gyerekeiket okolják a lány kórházba kerüléséért, de a gyerekek szerint a ház tette ezt vele. Másnap George Billyt büntetésül addig nem engedi vacsorázni, míg a tűzifákat át nem pakolja egy másik helyre.  George másnap a pincében szegel, amikor újra hallja a hangokat, amelyek ölésre biztatják. Hallucinációi tovább fokozódnak, mikor a kádban fürödve emberi karok húzzák a víz alá, ezért másnap a feleségével elmennek az orvoshoz, de nem találják betegnek. Mikor hazaérnek kislányukat Chelseat a ház tetején találják meg, ezért megpróbálják mielőbb lehozni.  Épphogy sikerül lehozniuk a lányt, aki szerint Jodie vitte fel a tetőre, hogy megmutassa neki az apját. De az anyja nem hisz neki. George egyre feszültebb, ezért úgy dönt, hogy egyedül leköltözik a pincébe. 

George hallucinálása miatt a fiát is szellemnek véli.

  Kathy elmegy Callaway atyához, hogy segítséget kérjen, mert egyre inkább fél a háztól. Callaway atya elmondja, hogy az előző család, DeFeoék is jártak nála korábban. George egyik este ismét hangokat hall a csónakházból,  ezért kimegy megnézni, hogy mi okozhatja a hangokat. Mikor belép, úgy érzékeli, hogy valami megtámadta, ezért védekezésül baltájával többször lesújt rá, majd csak ekkor veszi észre, hogy a kutyáját verte agyon, és nem a képzelt szellemet. A családi hangulat egyre feszültebb, de szerencsére Callaway atya eljön hozzájuk, hogy kiűzze az ördögöt a házból.  De a gonosz erősebb nála és megfutamítja a papot.  A 28. napon Kathy elmegy a könyvtárba, hogy utána nézzen a ház történetének.  Az archívumban megtalálja a régi újságcikkeket, melyekben az előző lakó Rony DeFeo  a 28. napon végzett a családjával, melyre titokzatos hangok biztatták.  Tovább kutakodik és rábukkan a ház sötét titkára. A legenda szerint egy pap több mint 20 indiánt kínzott meg a házuk pincéjében és az indiánok holttesttét a tóba dobta, hogy örökké éljen.  Eközben George kibontja a pince egyik elzárt falát, ahol a halott indiánok lelkeit látja bezárva. Mire Kathy hazaér, George elméje teljesen elborul és végezni akar a családjával. Kathy rátámad Georgera, hogy megmentse a gyerekei életét.  Az apa puskájáért megy, és úgy indul menekülő családja kiirtására. Dulakodni kezdenek, ami alatt George egy pillanatra visszanyeri régi énjét, és arra kéri feleségét, hogy ölje meg, mert ha nem teszi, akkor ő fog velük végezni. Szerencsére Kathy nem öli meg a férjét, csak a puskatussal leüti. A gyerekekkel berakják az apát a csónakba és elmennek a házból. Ahogy távolodnak a háztól úgy csökken a gonosz hatalma felettük, és az ébredező George visszanyeri régi énjét.  A film záró sora szerint, a család soha nem tért vissza a házba.

## Forgatás
Habár a film Long Islanden játszódik, a filmet Chicagoban,  az Illinois állami Antiochban, Buffalo Groveben és Fox Lakeben valamint a Wisconsini Salem és  Silver Lake városaiban forgatták. A Metro-Goldwyn-Mayer azt állította, hogy a remake film az azóta feltárt eseményeken és a korábban elhallgatott eseményeken alapszik.  De George Lutz szerint senki sem beszélt vele, vagy a családjával a stúdiótól.  Lutz ügyvédjén keresztül kapcsolatba lépett a stúdióval, mert szerinte nem volt joguk az ő közreműködése nélkül változtatni a történeten.  2004 júniusában a stúdió bíróságra vitte az ügyet, mert szerintük joguk volt egy remake film elkészítéséhez, és Lutz szegte meg az eredeti szerződést. A pert ítélethirdetés nélkül lezárták George Lutz 2006. májusi halála miatt.

## Eltérések a könyvtől, az 1979-es filmtől és a valóságtól
- Ez az egyetlen film amiben Kathy a főhős, és George a negatív karakter.
- Az ingatlanügynök azt mondja, hogy a házat 1692-ben kezdték építeni, míg a valóságban 1924-ben kezdték építeni.[4]
- Jodie DeFeo  egy kitalált karakter, nem volt tagja a DeFeo családnak, akiket Ronald DeFeo kivégzett.
- A ház címe mind az 1979-es, és mind a 2005-ös filmben Ocean Avenue 412 volt, míg a valóságban a ház az Ocean Avenue 112 cím alatt található.